# Liste des jumelages franco-russes
Cette liste recense les jumelages et accords de coopération entre les villes françaises et les villes russes, classés dans l'ordre alphabétique du nom des villes de Russie.

## Liste
| Ville russe       | Sujet de la fédération | Commune française    | Département       |
| ----------------- | ---------------------- | -------------------- | ----------------- |
| Kostroma          | Oblast de Kostroma     | Dole                 | Jura              |
| Krasnogorsk       | Oblast de Moscou       | Antibes              | Alpes-Maritimes   |
| Makhatchkala      | Daghestan              | La Roche-sur-Yon     | Vendée            |
| Mourmansk         | Oblast de Mourmansk    | Douarnenez           | Finistère         |
| Orenbourg         | Oblast d'Orenbourg     | Blagnac              | Haute-Garonne     |
| Penza             | Oblast de Penza        | Julienne             | Charente          |
| Perm              | Kraï de Perm           | Amnéville            | Moselle           |
| Podolsk           | Oblast de Moscou       | Saint-Ouen-sur-Seine | Seine-Saint-Denis |
| Pskov             | Oblast de Pskov        | Arles                | Bouches-du-Rhône  |
| Riazan            | Oblast de Riazan       | Bressuire            | Deux-Sèvres       |
| Rostov-sur-le-Don | Oblast de Rostov       | Le Mans              | Sarthe            |
| Smolensk          | Oblast de Smolensk     | Tulle                | Corrèze           |
| Touapsé           | Kraï de Krasnodar      | Agen                 | Lot-et-Garonne    |
| Tver              | Oblast de Tver         | Besançon             | Doubs             |
| Volgograd         | Oblast de Volgograd    | Dijon                | Côte-d'Or         |